# Thailändischer Eishockeyverband
Der Thailändische Eishockeyverband ist der nationale Eishockeyverband Thailands.

## Geschichte
Der Verband wurde am 27. April 1989 in die Internationale Eishockey-Föderation aufgenommen. Der Verband gehört zu den IIHF-Vollmitgliedern. Aktueller Präsident ist M.L. Krisada Kasemsunt. 
Der Verband kümmert sich überwiegend um die Durchführung der Spiele der thailändischen Eishockeynationalmannschaft. Zudem organisiert der Verband den Spielbetrieb auf Vereinsebene, unter anderem in der Thai World Hockey League.